# Ceropegia achtenii
Ceropegia achtenii ist eine Pflanzenart aus der Unterfamilie der Seidenpflanzengewächse (Asclepiadoideae).

## Merkmale

### Vegetative Merkmale
Ceropegia achtenii ist eine ausdauernde aufrecht wachsende Pflanze mit einem knolligen Wurzelstock. Die abgeflacht-gerundeten Wurzelknollen erreichen einen Durchmesser von etwa 2,5 cm. Die aufrecht wachsenden, selten auch windenden Triebe sind einjährig und 5 bis 10 Zentimeter hoch. Sie sind unverzweigt und behaart. Die Blätter können bis 2 mm lange Stiele besitzen. Die Blattspreiten sind linealisch-lanzettlich, 4 bis 6 cm lang und 0,5 bis 1,2 cm breit. Die Internodien sind im unteren Bereich 8 Zentimeter lang.

### Blütenstand und Blüten
Die zwittrigen Blüten sind zygomorph und fünfzählig mit doppelter Blütenhülle. Der ein- bis mehrblütige Blütenstand ist sessil. Der Blütenstiel erreicht 0,5 bis ein Zentimeter Länge. Die fünf nur an ihrer Basis verwachsenen, schmal-lanzettlichen Kelchblätter sind etwa 4 Millimeter lang. Die fünf Kronblätter sind zu einer 2 bis 3,5 Zentimeter hohen, gekrümmten, außen flaumig behaarten, innen glatten Krone verwachsen. Sie ist grünlich und mehr oder weniger dicht braunrot gefleckt. Der „Kessel“ ist eiförmig und misst 4 × 3,5 Millimeter. Die Kronröhre verjüngt sich bis auf einen Durchmesser von zwei Millimetern; sie erweitert sich nur wenig zum oberen Ende zu. Die Kronblattzipfel sind schmal lanzettlich-spatelig ausgezogen, 4 bis 12 Millimeter lang und am oberen Ende mit den Spitzen verwachsen. Die Kronblattzipfel bilden damit eine bienenkorbförmige, käfigartige Struktur. Die Lamina sind entlang der Mittelrippe zurückgebogen, auch die Ränder selber sind nach innen gebogen. Die Blüte weist innen eine grüne bis bräunliche Grundfärbung auf, in der sich purpurbraune Flecken befinden. Auf den Rändern sitzen borstig abstehende Haare. Die Nebenkrone ist sessil, rötlich gefärbt und an der Basis tellerförmig verwachsen; sie misst 2 × 2 Millimeter. Die interstaminale (oder äußere) Nebenkrone besteht aus fünf aufsteigenden, quadratisch-taschenförmigen Zipfeln, die am oberen Ende eingebuchtet bis mittig tief eingeschnitten sind. Die staminale (oder innere) Nebenkrone weist fünf linealische bis spatelige Zipfel auf, die aufrecht stehend sich am oberen Ende zusammen neigen.

### Früchte und Samen
Die aufrecht stehenden Balgfrüchte sind 8 bis 10 cm lang und messen 2,5 mm im Durchmesser.

### Ähnliche Arten
Ceropegia achtenii ist nahe verwandt mit Ceropegia abyssinica und Ceropegia umbraticola; diese aufrechten wachsenden Arten bilden ebenfalls Wurzelknollen und behaarte Triebe. Herbert Huber (1957) verneint jedoch eine nähere Verwandtschaft mit Ceropegia abyssinica.

## Geographische Verbreitung und Ökologie
Die Art kommt in Angola, Sambia, Simbabwe, Togo, der Republik Kongo und Demokratische Republik Kongo (früher Zaire) vor. Sie wächst im Hügel- und Bergland von etwa 600 m bis 1500 m über dem Meeresspiegel. Nach Malaisse & Schaijes (1993) 

## Systematik und Taxonomie
Herbert Huber schied 1957 neben der typischen Unterart noch zwei weitere Unterarten aus (bzw. wertete eine "Art" zur Unterart ab):
- Ceropegia achtenii ssp. achtenii
- Ceropegia achtenii ssp. togoensis H. Huber
- Ceropegia achtenii ssp. adolfi (Schltr. ex Werderm.) H. Huber

Die beiden Unterarten sollen sich im Indumentum und in der Größe der Blüten unterscheiden. Ulrich Meve vereinigte beide Unterarten wieder mit der typischen Unterart. Ein weiteres Synonym ist nach Ulrich Meve Ceropegia adolfi var. gracillima Werdermann (1939).

## Belege

## Anmerkung
1. ↑  Alexander Lang gibt auf seiner Website noch folgende Länder an, in denen die Art vorkommen soll: Ghana, Malawi und Mosambik. Allerdings sind diese Vorkommen nicht durch Literaturzitate belegt.